# Humphreya
Хамфрея (Humphreya) — рід грибів родини Ganodermataceae. Назва вперше опублікована 1972 року.

## Класифікація
Рід хамфрея виділений з Ganoderma, відрізняється від видів Ganoderma оксамитовою шапинкою та поверхнями ніжки. Згідно з базою MycoBank до роду Humphreya відносять 4 офіційно визнані види:
- Humphreya coffeata
- Humphreya eminii
- Humphreya endertii
- Humphreya lloydii